# جوليان إدواردز (ملحن)
جوليان إدواردز (بالإنجليزية: Julian Edwards)‏ هو ملحن أمريكي، ولد في 11 ديسمبر 1855 في مانشستر في المملكة المتحدة، وتوفي في 5 سبتمبر 1910 في نيويورك في الولايات المتحدة.

## وصلات خارجية
- جوليان إدواردز على موقع IMDb (الإنجليزية)
- جوليان إدواردز على موقع ميوزك برينز (الإنجليزية)
- جوليان إدواردز على موقع قاعدة بيانات برودواي على الإنترنت (الإنجليزية)
- جوليان إدواردز على موقع أول ميوزيك (الإنجليزية)